# Thomas Forstner

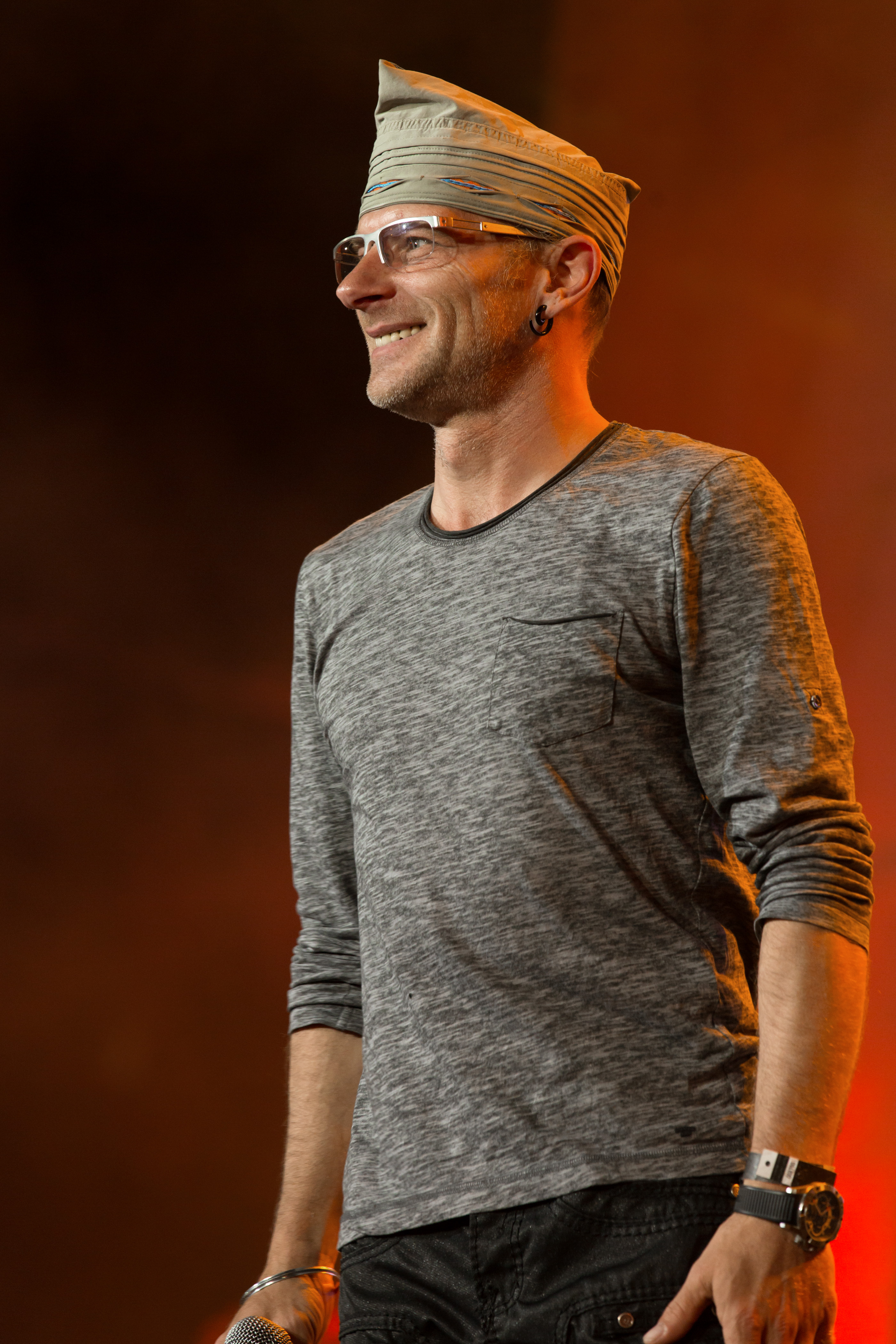
Thomas Forstner in 2015

Thomas Forstner (Deutsch Wagram, 3 december 1969) is een Oostenrijkse schlagerzanger.
Zijn grootste succes haalde hij in 1989 op het Eurovisiesongfestival in Lausanne met het lied Nur ein Lied. Hij werd vijfde. Daarmee was hij 25 jaar de hoogst geëindigde Oostenrijkse kandidaat, tot Conchita Wurst in 2014 het Songfestival won. Forstner deed zelf in 1991 nog een keer mee, waarbij hij in Rome met Venedig im Regen met de rode lantaarn en 0 punten huiswaarts keerde.

## Publicaties
- 1987 South African Children (SI)
- 1988 Vera (SI)
- 1989 Nur ein Lied (07INCH45)
- 1989 Nur ein Lied (MX)
- 1989 Wenn Nachts die Sonne scheint / Don't Say Goodbye Tonight (07INCH45, 12INCH45)
- 1989 Song of Love (SI)
- 1991 Venedig im Regen (SI), Miles Away (SI)
- 1990 V/A: 16 Megahits (CD)
- 1994 Voll erwischt (CD-SI)
- 1994 Wenn der Himmel brennt (CD-SI)

1957: Bob Martin · 
1958: Liane Augustin · 
1959: Ferry Graf · 
1960: Harry Winter · 
1961: Jimmy Makulis · 
1962: Eleonore Schwarz · 
1963: Carmela Corren · 
1964: Udo Jürgens · 
1965: Udo Jürgens · 
1966: Udo Jürgens · 
1967: Peter Horton · 
1968: Karel Gott · 
1971: Marianne Mendt · 
1972: Milestones · 
1976: Waterloo & Robinson · 
1977: Schmetterlinge · 
1978: Springtime · 
1979: Christina Simon · 
1980: Blue Danube · 
1981: Marty Brem · 
1982: Mess · 
1983: Westend · 
1984: Anita · 
1985: Gary Lux · 
1986: Timna Brauer · 
1987: Gary Lux · 
1988: Wilfried · 
1989: Thomas Forstner · 
1990: Simone · 
1991: Thomas Forstner · 
1992: Tony Wegas · 
1993: Tony Wegas · 
1994: Petra Frey · 
1995: Stella Jones · 
1996: George Nussbaumer · 
1997: Bettina Soriat · 
1999: Bobbie Singer · 
2000: The Rounder Girls · 
2002: Manuel Ortega · 
2003: Alf Poier · 
2004: Tie Break · 
2005: Global Kryner · 
2007: Eric Papilaya · 
2011: Nadine Beiler · 
2012: Trackshittaz · 
2013: Natália Kelly · 
2014: Conchita Wurst · 
2015: The Makemakes · 
2016: Zoë · 
2017: Nathan Trent · 
2018: Cesár Sampson · 
2019: PÆNDA · 
2021: Vincent Bueno · 
2022: LUM!X feat. Pia Maria · 
2023: Teya & Salena · 
2024: Kaleen · 
2025: JJ
- Gemeinsame Normdatei: 134634446
- International Standard Name Identifier: 0000 0000 7244 9668
- MusicBrainz: 7e2fc35a-5b67-46a9-9fef-8e1b03107589
- Virtual International Authority File: 100909161
- WorldCat: E39PBJtMqqx48c6y3QbRmqMtrq